# Gut Grindt und Rheinaue
Das FFH-Gebiet NSG Gut Grindt und NSG Rheinaue zwischen Km 830,7–833,2, nur Teilfläche ist rund 116 Hektar groß und befindet sich in der nordrhein-westfälischen Stadt Xanten am Niederrhein. Es liegt in der Rheinaue beim Ortsteil Vynen. Als FFH-Gebiet bildet es einen Teil des europäischen Schutzgebietsnetzes Natura 2000.
Der Namensbestandteil „NSG“ verweist auf die vormals eigenständigen Naturschutzgebietsausweisungen dieses Bereichs. Die beiden ehemaligen Naturschutzgebiete Gut Grindt und Rheinaue zwischen Stromkilometer 830,7 und 833,2 gingen 2004 im größeren NSG Reeser Schanz, Rheinaue zwischen Obermörmter und Vynen, bei Gut Grindt und Haus Lüttingen auf; das FFH-Gebiet liegt vollständig in diesem Naturschutzgebiet.
Außerdem liegt der Bereich im ebenfalls deutlich größeren EU-Vogelschutzgebiet DE-4203-401 Unterer Niederrhein.
Das denkmalgeschützte Gut Grindt, das im Gebietsnamen vorkommt, befindet sich außerhalb des FFH-Gebiets weiter südöstlich beim Xantener Ortsteil Wardt.

## Flora und Fauna
Das Gebiet ist ein bedeutender Brut- und Überwinterungsplatz für Wat- und Wasservögel. Es wird maßgeblich von feuchten Grünlandflächen geprägt, die vollständig innerhalb der Überflutungsgebiete des Rheins liegen. Schon bei leicht erhöhten Rheinpegeln bilden sich Flachwasserbereiche vor allem im westlichen Teil der Rheinaue, die in tiefergelegenen Mulden die Entstehung von Flutrasen begünstigen. Im östlichen Bereich der Rheinaue finden sich dagegen insbesondere Silberweiden- und andere Auenwaldbereiche sowie Rohrglanzgras-Röhrichte. Der Silberweiden-Auenwald im Gebiet gilt als eines der wertvollsten Auenwaldrelikte am Niederrhein.
Als Arten von gemeinschaftlichem Interesse nach den Fauna-Flora-Habitat- und Vogelschutzrichtlinien finden sich insbesondere:
- Kammmolche und Kreuzkröten
- Blässgänse
- Bekassinen, Große Brachvögel, Grünschenkel, Kampfläufer, Rotschenkel und Uferschnepfen
- Gänsesäger, Knäkenten, Krickenten, Löffelenten und Zwergsäger
- Flussregenpfeifer
- Fluss-Seeschwalben
- Nachtigallen
- Teichrohrsänger
- Wiesenpieper